# Cratiria obscurior
Cratiria obscurior är en lavart som först beskrevs av Stirt., och fick sitt nu gällande namn av Marbach & Kalb 2000. Cratiria obscurior ingår i släktet Cratiria och familjen Caliciaceae.   Inga underarter finns listade i Catalogue of Life.